# Play It to the Bone
Play it to the bone (bra: Por uma Boa Briga; prt: O Ringue) é um filme estadunidense de 2000, escrito e dirigido por Ron Shelton.

## Sinopse
Os vencedores e os amigos de longa data Cesar Dominguez (Banderas) e Vince Boudreau (Harrelson) sempre se arrependeram de não ter conseguido um último tiro. Desta forma, uma tal oportunidade vem a caminho - exceto que é lutar entre si.
O promotor de boxe Joe Domino (Sizemore) tem um problema em suas mãos. Os lutadores agendados para estar em seu undercard em Las Vegas , um preliminar para um evento principal com o peso-pesado Mike Tyson , de repente ficaram indisponíveis no último minuto. Ele precisa de substituições rápidas, então uma ligação é feita para uma academia em Los Angeles para ver se Domínguez ou Boudreau estariam disponíveis. Ambos são. Domino descobre a ideia de os dois lutarem.
Os boxeadores negociam uma condição: o vencedor terá a chance de lutar pelo campeonato dos médios. Domino concorda, embora o promotor não confiável não seja necessariamente um homem de sua palavra.
Cesar e Vince têm apenas um dia para chegar à luta. Eles decidem dirigir ao invés de voar, então eles invocam a amiga Grace (Davidovich) para levá-los no Oldsmobile 442 de limão. Ela tem sido um interesse amoroso para ambos. O próprio plano de Grace é lançar suas várias ideias de ganhar dinheiro para as grandes fotos de Las Vegas, como o chefe do hotel e casino, Hank Goody (Wagner) e aumentar o capital de risco. Ao longo do caminho, eles pegaram um hitchhiker (Liu), cujos insultos finalmente resultaram em Grace, aplanando-a com uma cruz bem direita digna de seus companheiros de viagem.
A luta entre os dois amigos é escassa, os fãs do ringue e as celebridades permanecem desinteressadas até o evento principal da noite. Cesar e Vince misturam-se tão selvageramente, no entanto, batendo uns aos outros para uma polpa sangrenta, que os adeptos da arena começam a prestar cada vez mais atenção, assim como os comentadores na TV.
Quando o combate cheio de ação e dramática atinge o fim, Cesar e Vince são pagos, mas rapidamente gastam a maior parte do seu dinheiro no cassino. A graça, também, se afastou machucada e com as mãos vazias, exceto por sua eterna relação entre um par de caras de cabeça dura, mas de coração mole.

## Elenco
- Woody Harrelson - Vince Boudreau
- Antonio Banderas - Cesar Dominguez
- Lolita Davidovich - Grace Pasic
- Tom Sizemore - Joe Domino
- Lucy Liu - Lia
- Robert Wagner - Hank Goody
- Richard Masur - Artie
- Willie Garson - Cappie Caplan